# Milionia distorta
Milionia distorta är en fjärilsart som beskrevs av Rothschild och Jordan. Milionia distorta ingår i släktet Milionia och familjen mätare. Inga underarter finns listade i Catalogue of Life.